# ميناء ميامي
ميناء ميامي (بالإنجليزية: PortMiami)‏ هو ميناء بحري يقع في خليج بيسكاين عند مصب نهر ميامي بمدينة ميامي، فلوريدا، الولايات المتحدة الأمريكية. يصل إلى وسط مدينة ميامي بواسطة ميناء بوليفارد، جسر فوق إينتركستل المائية، ويقع الميناء على جزيرة دودج، وهي مزيج من ثلاث جزر تاريخية (دودج، موس، وجزر سام) تم دمجها في واحدة.

## تاريخ الميناء

### 1900
في عام 1900 عندما ضرب ميامي إعصار قوي في وقت مبكر، فإنه قسم الطرف الجنوبي من شاطئ ميامي وخلق ما يعرف الآن باسم جزيرة فيشر.

### 1997
للإحتفاظ بالمرتبة التنافسية للميناء كميناء عالمي، في عام 1997 قام برنامج إعادة تطوير بوضع برنامج إعادة تطوير ميامي بأكثر من 250 مليون دولار، وهناك أربعة مشاريع رئيسية تتعلق بميناء ميامي والتي من المقرر أن تكون جاهزة جميعها بحلول عام 2014.

### 2000
تم التعرف على ميناء ميامي، وكان يعرف لسنوات عديدة، باسم “كروز عاصمة العالم” و “بوابة البضائع من الأمريكيتين”. وقد احتفظت بمكانتها في استيعاب أكبر السفن السياحية في العالم، وعمليات مثل خطوط الرحلات البحرية الرئيسية على النحو كرنفال، رويال كاريبيان والخط كروز النرويجية، حتى أواخر 2000.

### 2010
في عام 2010، سافر حوالي 4,330,000 راكبا عن طريق ميناء ميامي، واحد من كل سبعة من ركاب الرحلات البحرية في العالم بدء من ميامي.

### 2018
اعتبارا من عام 2018 توفرت بميناء ميامي 334,500 وظيفة، وأصبح له تأثير على الاقتصاد السنوي في ميامي بحوالي 43 مليار دولار. ويحتل المرتبة الحادية عشر من حيث عدد حاويات البضائع في الولايات المتحدة.
يوجد بالميناء حاليا ثماني محطات الركاب، وستة رافعات أرصفة، وسبعة (رول على اساس رول-OFF) الاحواض الرورو، أربعة متر للحاويات المبردة، ومخازن البضائع السائبة والحاويات العملاقة وتسعة رافعات المناولة.

## وصلات خارجية
- Miami-Dade County - PortMiami
- Port of Miami Crane Management, Inc.
- PortMiami Tunnel